# Ангул
Ангул (англ. Angul) — город в индийском штате Орисса. Административный центр округа Ангул. По данным всеиндийской переписи 2001 года, уровень грамотности взрослого населения города составлял 68 % (при общеиндийском показателе 59,5 %).